# 尤利乌斯·冯·迈尔
尤利乌斯·罗伯特·冯·迈尔（德語：Julius Robert von Mayer，1814年11月25日—1878年3月20日），德国物理学家、医生，热力学第一定律的发现者之一。1871年，皇家学会頒發科普利獎給邁爾，7年後，邁爾在海爾布隆逝世。